# Joseph Banks
Joseph Banks (Londres, 13 de fevereiro de 1743 — Londres, 19 de junho de 1820) foi um naturalista e botânico inglês.
Atualmente cerca de 75 espécies levam o nome de Banks incluindo o gênero de plantas dicotiledôneas Banksia. Foi o primeiro a introduzir no ocidente os eucaliptos, acácias e mimosas. 

## Biografia

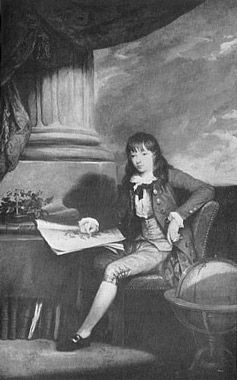
Um retrato de Banks pintado em 1757.

Banks nasceu em Londres, filho do rico William Banks, um proprietário de terras próspero e membro da Casa dos Comuns, e sua esposa Sarah, filha de William Bate. Joseph foi educado na Harrow School desde seus nove anos. Quando Banks chegou aos 17 anos ele foi inoculado com varíola, uma técnica que era usada como imunização antes que houvesse uma vacinação contra varíola, e ficou doente e não voltou à escola. Em torno de 1760 ele foi matriculado como um cavalheiro na Universidade de Oxford. Em Oxford ele se matriculou no curso Christ Church, onde seus estudos foram mais focados em história natural do que no currículo clássico. Determinado a receber instrução botânica, ele pagou ao botânico Israel Lyons de Cambridge para dar aulas em Oxford em 1764.
Ele deixou Oxford e foi para Chelsea em dezembro de 1763, onde teve aulas até 1764 sem receber quaisquer certificado pelos estudos, já que se retirou da escola no meio do ano, sem terminar os estudos. O pai de Banks morreu em 1761, mesmo ano em que Banks, já com 21 anos, herdou muitos bens. Da casa de sua mãe em Chelsea, ele manteve seu interesse em ciência indo ao museu britânico e ao Chelsea Physic Garden of the Society of Apothecaries onde ele conheceu Daniel Solander; e começou a fazer amigos entre os cientistas de seu tempo e começou a se corresponder com Carolus Linnaeus, quem conheceu por meio de Solander.
Em 1766 ele foi eleito à Royal Society, e no mesmo ano acompanhou Phipps à Terra Nova e Labrador com a intenção de estudar a história natural do lugar. Ele estabeleceu seu nome publicando as primeiras descrições Linneanas de plantas e animais de Terra Nova e Labrador.

### Viagem noEndeavour
Ele foi chamado para ir em uma expedição científica para o sul do Oceano Pacífico com a Marinha Real Britânica/Royal Society no navio HM "Endeavour", expedição que durou de 1768 a 1771. Esta foi a primeira viagem de James Cook até a região. Esta viagem foi até o Brasil, onde Banks fez a primeira descrição científica de uma planta de jardim hoje comum, a bougainvillea (nomeada em homenagem ao companheiro francês de Cook, Louis-Antoine de Bougainville) e outras partes da América do Sul. Eles foram ao Taiti (onde o trânsito de Vênus foi observado, que era o propósito principal da missão), Nova Zelândia, e finalmente na costa leste da Austrália, onde Cook mapeou a costa e se aproximou de terras na baía Botany Bay, em Cooktown, Queensland, onde eles gastaram quase 7 semanas em terra firme enquanto seu navio era consertado após bater na Grande Barreira de Corais. Antes de deixar a Inglaterra, Banks havia se tornado um maçom, e por isso se acredita que ele foi o primeiro maçom conhecido a ter ido para a Austrália e Nova Zelândia. Enquanto estava na Austrália, Banks, e os botânicos suíço Daniel Solander e finlandês Dr. Herman Spöring fizeram a primeira grande coleção de flora da Austrália, descrevendo várias novas espécies para a ciência.
Ele voltou para a Inglaterra em 12 de julho de 1771 e se tornou imediatamente famoso. Ele tinha intenção de acompanhar Cook em sua segunda viagem, que começou em 13 de maio de 1772, mas houve muita dificuldade de acomodação para Banks e seus assistentes e ele decidiu não ir. Em julho do mesmo ano ele visitou a Islândia com Daniel Solander a bordo do "Sir Lawrence e retornou com muitos espécimes botânicos. Quando ele se assentou em Londres, ele começou a trabalhar no Florilegium. Ele manteve contato com a maioria dos cientistas de sua época, e foi eleito para a Sociedade Diletante em 1774. Ele depois foi secretário desta sociedade de 1778 a 1797. Em 30 de novembro de 1778 ele foi eleito presidente da Royal Society, uma posição que ele ocupou com grande distinção por mais de 41 anos. Ele se casou em março de 1779 com Dorothea, e foi morar em uma grande casa em Soho-square, e continuou a ser sua residência em Londres para o resto de sua vida. Sua irmã Sarah Sophia Banks viveu com Banks e sua esposa. Na casa ele recebia os cientistas, estudantes e autores de sua época, e muitos visitantes estrangeiros.
Ele recebeu o título de baronete em 1781, três anos depois ter sido eleito presidente da Royal Society. De sua posição, ele controlou o curso da ciência britânica pela primeira parte do século XIX. Durante muito tempo, Banks foi um conselheiro informal do Rei Jorge III no Royal Botanic Gardens, em Kew. Banks despachou exploradores e botânicos para muitas partes do mundo; e por estes esforços Kew Gardens se tornou o jardim botânico mais famoso do mundo. Ele foi o principal responsável por várias viagens famosas, incluindo a de George Vancouver para o noroeste do Pacífico da América do Norte, e as viagens de William Bligh para transplantar fruta-pão do sul do Pacífico para as ilhas do Mar do Caribe. Blinght também foi nomeado governador de Nova Gales do Sul sob a recomendação de Banks. Joseph Banks foi também um grande incentivador financeiro de William Smith, em seus esforçou de criar um mapa geológico da Inglaterra, o primeiro mapa geológico de um país inteiro na história.
A saúde de Banks começou a falhar no começo do século XIX e ele sofria muito de gota todo inverno. Depois de 1805 ele praticamente perdeu o uso de suas pernas, e começou a usar uma cadeira de rodas. Sua mente continuou tão vigorosa quanto antes. Ele foi um membro da Sociedade de Antiquários quase sua vida toda, e ele desenvolveu um interesse em arqueologia em seus últimos anos. O jardim botânico em Kew sempre teve um interesse especial para ele, e seus colecionadores contribuíram muito para seu crescimento. Ele fez muitos trabalhos importantes para a horticultura e agricultura. Em maio de 1820 ele demonstrou sua intenção em se demitir da presidência da Royal Society mas não fez isso a pedido do conselho. Em 19 de junho ele morreu. A senhora Banks e ele não deixaram filhos.

Banks foi sepultado na igreja anglicana de Heston em Londres.